# Dyess Air Force Base
Dyess Air Force Base (IATA-code: DYS, ICAO-code: KDYS) is een vliegbasis van de United States Air Force 10 km ten zuidwesten van Abilene in de Amerikaanse staat Texas.
De Host Unit op Dyess is de 7th Bomb Wing die is toegewezen aan het Global Strike Command Eighth Air Force. De Wing is een van de slechts twee B-1B Lancer strategische bommenwerper-wings in de USAF, de andere is de 28th Bomb Wing op Ellsworth Air Force Base, South Dakota.
De 317th Airlift Wing, toegewezen aan Air Mobility Command Eighteenth Air Force, is een residerende eenheid en een van de vier wereldwijde actieve dienstlocaties voor de C-130 Hercules militaire transportvliegtuigen.
Dyess AFB werd in 1942 opgericht als Abilene Army Air Base. Het werd hernoemd ter ere van de in Texas geboren en overlevende van de dodenmars van Bataan, luitenant-kolonel William Dyess. Dyess ontsnapte in april 1943 en vocht met guerrillatroepen op Mindanao totdat hij in juli 1943 per onderzeeër werd geëvacueerd. Tijdens een omscholing in de Verenigde Staten vloog zijn P-38 Lightning op 23 december 1943 in brand in de buurt van Burbank, Californië. Hij weigerde te springen boven een bevolkt gebied en stierf bij de crash van zijn P-38 op een braakliggend terrein.
Dyess AFB beslaat 25,94 km² en is de thuisbasis van de 7th Bomb Wing, die uit vier groepen bestaat. De 9th en 28th Bomb Squadrons vliegen met de B-1B. Bovendien is het 28th Bomb Squadron het USAF-opleidingscentrum voor alle B-1B-vliegtuigbemanningsleden.
De basis heeft meer dan 5.000 mensen in dienst en is daarmee de grootste werkgever in de regio. Dyess AFB heeft bijna 200 faciliteiten op de basis, plus 988 gezinswoningen. De basis heeft een totale economische impact van bijna $ 310 miljoen per jaar op de lokale gemeenschap.